# The Lost Tapes (Sugababes-album)
A The Lost Tapes a Sugababes brit lánycsapat nyolcadik stúdióalbuma és első független kiadványa. Az albummal kapcsolatos munka 2011-ig nyúlik vissza, amikor az eredeti felállás újra egyesült, az album kiadatlan maradt egészen 2022. december 24-ei digitális megjelenéséig. Ez a második Sugababes-album, amelyen az eredeti felállás szerepel a 2000-es One Touch után. A deluxe verzió, amely további három számot tartalmazott, 2022. december 31-én jelent meg digitálisan.
Az album a második helyen debütált az UK Digital Albums listán, az UK Independent Albums Chart-on pedig a 13. helyen. A 2023. szeptemberi O2-on tartott egyszeri fellépésüket követően az album új csúcsot ért el, a 7. helyet az Egyesült Királyság független albumainak listáján a skót albumlistákon pedig a 23. helyre került. Az album debütált, és a 150. helyet érte el a brit albumlistán.

## Háttér
2009-ben a Sugababes akkori felállásában Keisha Buchanan, Heidi Range és Amelle Berrabah szerepelt, és hetedik, Sweet 7 című stúdióalbumuk kiadására készültek 2010 elején. Az album megjelenése előtt, azonban megerősítették, hogy Buchanan 2009 szeptemberében elhagyta a csapatot, és ezt követően, szeptember 20-án Jade Ewen váltotta fel. Nem sokkal azután, hogy az eredeti tag, Mutya Buena megszerezte a Sugababes név használatára vonatkozó törvényes jogokat, az EU védjegytörvényének 16. osztálya értelmében, Buena és Buchanan is külön-külön posztolt a Twitter-en a stúdióban történő felvételről. Buchanan elmondta, hogy "két másik nővel" és a brit rapperrel, Professor Green-nel dolgoznak együtt, Később azonban Buena és Buchanan is tagadták, hogy együtt lennének a stúdióban, és azt mondták, hogy nem a Sugababes zenéjén dolgoznak. " Buena azonban később tagadta ezt a Twitter-en, mondván: „Nincs zeneszám Keishával vagy G professzorral. Csak a saját dolgaimon dolgozom ebben a pillanatban.” sic" Ennek ellenére a skót énekes-dalszerző Emeli Sandé megerősítette az MTV UK-nak, hogy új dalokat írt Buenának, Buchanannak, és Siobhán Donaghynak. A The Lost Tapes a második Sugababes-album, amelyen az eredeti felállás szerepel a 2000-es One Touch után.
2012 áprilisában arról számoltak be, hogy a felállás 1 millió font értékű lemezszerződést írt alá a Polydor Records-szal. 2012 júliusában hivatalosan is megerősítették, hogy a csapat Mutya Keisha Siobhan néven alakult meg, és dalokat készített egy új albumhoz. A csapat Naughty Boy-t, MNEK-et, Siát, és Shaznay Lewis-t kérte közreműködőként az albumhoz. A csapattal való együttműködésről MNEK így nyilatkozott: „Éppen 17 éves voltam, amikor Felix Howard üzenetet küldött nekem, hogy az eredeti Sugababes ismét együtt énekel, és szeretném, ha dolgoznál velük. Nem akartam nemet mondani ".” Az énekes-producer szerint a "Today" című dalnak kellett volna az első kislemeznek lennie. MNEK a "Drum" és a "Boys" című dalon is dolgozott, Richard "Biff" Stannarddal.
Az album eredeti címe a tervek szerint The Sacred Three volt, amely a zenekar visszatérő koncertkörútjáról kapta a nevét. Az eredetileg a „Love in Stereo” című albumhoz rögzített dalt a Bananarama az In Stereo (2019) című albumán rögzítette. 2016 júniusában Siobhán Donaghy kijelentette, hogy az album várhatóan 2017-ben jelenik meg. 2017 augusztusában Buchanan egy interjúban elmondta, hogy a csapat új anyagokon kezdett dolgozni, miután korábbi munkáik kiszivárogtak az Internetre. Az első dalok között volt, amelyek kiszivárogtak, a „Back in the Day” című dal egyik verziója, amely 2015 februárjában Ahmad Back in the Day című dalának egy részletét tartalmazta. Egy évvel később, 2016 végén nyolc másik dal is kiszivárgott a különböző mértékben kész albumról, köztük: "Boys", "Love in Stereo", "Today", "No Regrets", "Summer of '99", "Too in Love", "I’m Alright", és „Drum”. 2018 januárjában egy újabb dal, a Love Me Hard szivárgott ki az Internetre, valamint egy másik dal is, a Burn Out, amelyet később az írója, Tom Aspaul visszakapott. A csapat a "Lay Down in Swimming Pools" című dalt is feltöltötte SoundCloud-fiókjába, amely a Dev Hynes-szal folytatott stúdiómunka végén Kendrick Lamar Swimming Pools (Drank) című dalából vett mintát. Ezt a dalt később újra felvették új énekkel és hangszeres részekkel, hogy az album I Lay Down című dalává váljon.
2023 januárjában Buchanan egy 2022 decemberi kulisszák mögötti vlogot tett közzé YouTube-csatornáján, amelyen a Beat is Gone című dal vokálját énekelte. A vlog során elmagyarázta, hogy miközben az egyik versszakát újra felvette, felfedezte, hogy a csapat számos vokálja hiányzik több számról az eredeti felvételi fájlok részleges elvesztése miatt, ami arra késztette a csapatot, hogy az album megjelenésére való felkészülés érdekében elkezdje újra felvenni az éneket. Egy 2023 márciusában a YouTube-csatornájára közzétett videóban Buchanan elmondta, hogy az albumnak eredetileg nem volt címe, amíg ő nem javasolta a The Lost Tapes címet. Azt is kijelentette, hogy a csapat nem tudta felvenni a Too in Love című dalt az albumra, mert azt már megvásárolta, és később egy másik előadó felhasználta, mire a csapat képes lett volna kiadni az albumot.

## Zene és szöveg
Az album a 80-as évek ihlette popzenét tartalmazza, amely leginkább az eredetileg 2013 júniusában kiadott Flatline című kislemezen van jelen. A pop-rock hatások megfigyelhetők a "Summer of '99" című dalban, a breakbeat elemei pedig a "Today" című dalban.
Az albumon a „Boys” című dal is szerepel, amelyről 2013 januárjában egy rövid a cappella klipet töltöttek fel Buchanan YouTube-fiókjára. A klip gyorsan felkeltette a figyelmet, meghaladta a 100 000 megtekintést. Ugyanezen a napon a Popjustice kiadott egy három másodperces klipet a kislemez stúdióverziójából, "egyszerűen csodálatosnak" nevezve. Az albumon szereplő dalok közül néhányat, nevezetesen az „I’m Alright”, a „Love Me Hard”, a „Today” és a „No Regrets” című dalt a trió korábban a Scala éjszakai klubban, 2013. augusztus 1-jén adta elő első hivatalos koncertjén. 2022-ben a „Flatline” és a „Today” a különböző fesztiválfellépéseiken és főturnéjuk során előadott dalok között szerepelt.

## Kiadás és promóció
A Flatline eredetileg 2013. szeptember 6-án jelent meg Mutya Keisha Siobhan néven a Polydor Records-on keresztül. A kislemez 2022. június 9-én jelent meg újra Sugababes néven. A csapat a közösségi médiában jelentette be az album megjelenését, kijelentve: „Ezt az albumot majdnem 8 évvel ezelőtt írtuk, és különböző okok miatt nem jelent meg hivatalosan, ezért nagy büszkeséggel tölt el minket, hogy már minden streaming platformon elérhető.” A csapat azt is megerősítette, hogy az albumot önállóan, saját kérésükre adták ki, és ők irányították annak megjelenését.

### Turné
Bár hivatalosan nem jelentették be az album népszerűsítését, a csapat 2022 októberében és novemberében, valamint 2023 szeptemberében turnéra indult az Egyesült Királyságban, és Európa néhány országában. Az együttes szinte az összes felállást felölelő dalait előadta, és Kara Marni londoni énekesnő támogatta őket. A szetlista tartalmazta a "Today" és a "Love Me Hard" című dalokat is az albumról, amelyeket a turné idején hivatalosan nem adtak ki. Buchanan szerint a korábbi Sugababes-tagok, Heidi Range és Amelle Berrabah messziről támogatják a csapatot.

#### Szetlista
1. "Push the Button"
2. "Red Dress"
3. "Hole in the Head"
4. "Too Lost in You"
5. "Flatline"
6. "2 Hearts"
7. "Today"
8. "Ugly"
9. "Love Me hard"
10. "Stronger"
11. "Same Old Story" (Közjáték)
12. "Overload"
13. Garage Medley
14. "Flowers" (Sweet Female Attitude-feldolgozás)
15. "Round Round"
16. "Freak Like Me"
17. "About You Now"

## Kereskedelmi teljesítmény
Az album mindössze öt nap után a második helyen debütált a brit albumletöltési listán, az Egyesült Királyság független albumai listáján pedig a 13. helyen. Az album deluxe verziójának megjelenése után, a "Back to Life", Only You és a "Breathe Me" című számok a 49., 58. és a 62. helyre kerültek a brit kislemezletöltési listán, 2023. január 6-án.

## Számlista
1. "Drum"  (Keisha Buchanan, Siobhán Donaghy, Uzoechi Emenike) – 3:34
2. "Flatline"  (Buchanan, Donaghy, Mutya Buena, Devonte Hynes) – 3:53
3. "Love Me Hard"  (Buchanan, Donaghy, Iain James, Richard "Biff" Stannard) – 3:42
4. "Summer of '99"  (Donaghy, Shaznay Lewis, Jim Eliot) – 3:58
5. "Boys"  (Buchanan, Donaghy, S. Lewis, Emenike, Ash Howes, Stannard) – 3:05
6. "Metal Heart"  (Buchanan, Donaghy, Buena, Paul Simm, Cameron McVey) – 4:25
7. "Beat Is Gone"  (Buchanan, Donaghy, Wayne Hector, Howes, Stannard) – 4:29
8. "No Regrets"  (Buchanan, Donaghy, James, Lucas Juby, Ben Harrison, Felix Howard, Harry Craze, Hugo Chegwin) – 4:01
9. "Today"  (Buchanan, Donaghy, Buena, Gifty Dankwah, Emenike) – 3:42
10. "Victory"  (Buchanan, Donaghy, Sia Furler, Jason Evigan, Mitch Allan) – 3:12
11. "I’m Alright"  (Donaghy, James, Seton Daunt, Howes, Stannard, Bradford Ellis) – 4:04
12. "I Lay Down"  (Buchanan, Donaghy, Simm, McVey) – 4:08
13. "Back in the Day"  (Buchanan, Donaghy, Buena, James Murray, Mustafa Omer) – 4:23
14. "Back to Life"  [Deluxe kiadás – bónusz szám] (Buchanan, Donaghy, Buena, Darren Lewis, Ed Drewett, Tunde Babalola)  – 3:34
15. "Breathe Me"  [Deluxe kiadás – bónusz szám] (Furler, Dan Carey, Mikkel Eriksen, Tor Erik Hermansen)  – 4:17
16. "Only You"  [Deluxe kiadás – bónusz szám] (Buchanan, Donaghy, Buena, Howes, Stannard)  – 4:11

Megjegyzések
- A "Back in the Day" Ahmad azonos című dalát interpolálja.[23]
- A "Breathe Me" Sia azonos című dalának feldolgozása, írta Sia és Dan Carey.

## Slágerlista
| Slágerlista (2022–2023)                    | Csúcspozíció |
| ------------------------------------------ | ------------ |
| Egyesült Királyság (Scottish Albums)       | 23           |
| Egyesült Királyság (UK Digital Albums)     | 2            |
| UK Albums Sales (OCC)                      | 14           |
| UK Physical Albums (OCC)                   | 13           |
| Egyesült Királyság (UK Independent Albums) | 7            |

## Kiadási előzmények
| Hely      | Dátum                | Formátum(ok)                    | Kiadás(ok) | Kiadó        |
| --------- | -------------------- | ------------------------------- | ---------- | ------------ |
| Különféle | 2022. december 24.   | Digitális letöltés · Streamelés | Standard   | Saját kiadás |
| Különféle | 2022. december 31.   | Digitális letöltés · Streamelés | Deluxe     | Saját kiadás |
| Különféle | 2023. szeptember 15. | LP, CD                          | Standard   | Saját kiadás |